# Syndactyla ucayalae
Syndactyla ucayalae е вид птица от семейство Furnariidae. Видът е почти застрашен от изчезване.